# Wynohradne (rejon bołgradzki)
Wynohradne (ukr. Виноградне) – wieś na Ukrainie, w obwodzie odeskim, w rejonie bołgradzkim, w hromadzie Kubej. W 2001 liczyła 2144 mieszkańców, głównie Bułgarów.